# Індоіранці
Індоіранці, індо-іранські народи, арії — народи, які розмовляють на індоіранських мовах (індо-арійських, нурістанських і іранських) та індоєвропейської мовної сім'ї.

## Назва
Історично для індоіранців використовувався термін «арії». В даний час використовуються обидва терміни «індоіранці» і «арії».

## Походження

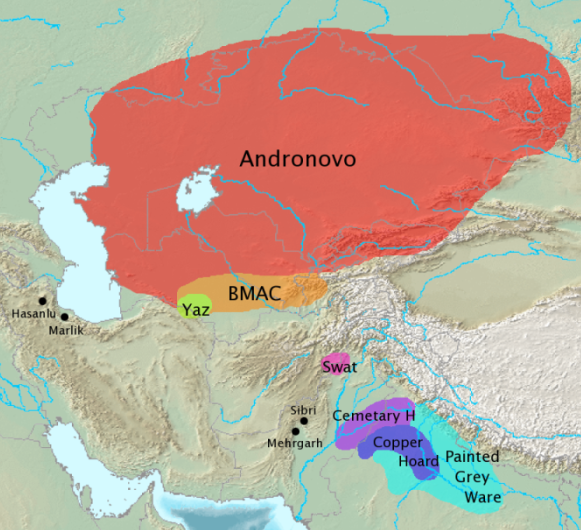
Археологічні культури, пов'язані з міграціями індоіранських народів. Андронівська культура виділена червоним кольором, Маргіанська - помаранчевим, язска - зеленуватим, гандхарська (Swat) - малиновим, культура кладовища H - фіолетовим, культура охряной розписної кераміки (Copper Hoard) - темно-синім, культура сірої розписної кераміки виділена світло-блакитним кольором.

Вивчення древніх індоіранських мов і архаїчних індоіранських культур (авестійської та ведійської) свідчать, що стародавні індоіранці спочатку були єдиним народом. При цьому поділ двох основних індоіранських гілок (індоарійської й іранської) датується початком II тис до н. е. Таким чином існування праіндоіранців як предків всіх індоарійських і іранських народів, з однієї сторони та однією з гілок, що виділилася з праіндоєвропейської спільності - з іншого, можна визначити в хронологічних рамках III-II тис. до н. е.
Визначення індоіранської прабатьківщини, під якою зазвичай розуміють область розпаду індоіранської спільності на первинні гілки, передбачає співвіднесення перших відомостей про історичних індоіранців з даними лінгвістики й археології. Відсутність прямих свідчень існування праіндоіранціа в тих чи інших регіонах змушує дослідників будувати суперечливі теорії доісторичних міграцій індоіранців і їх етногенезу.
Загальна картина появи індоіранців на історичному горизонті: Мітанні (~ 1600 р. до н. е.), Гандхара-Пенджаб (~ 1700-1500 р. до н. е.), мідійці й стародавні перси (~ 900 р. до н.е. ), скіфи та кімерійці (~ 600 м. до н.е.), - вказує на середньоазійський регіон як вихідний для індоіранських міграцій. З ранніми індоіранцями і їх міграціями зазвичай пов'язують Андронівську культуру, Бактеріансько-Маргіанський археологічний комплекс (БМАК) і Язскую культуру. Велика Андронівська культура співвідноситься переважно зі скотарськими традиціями індоіранців, з конярством та колісницями. Проте простежити вплив степової культури, що зачіпає осілу культуру півдня Середньої Азії (БМАК), в Індії та Західному Ірані не вдається, в терміни, співвідносні з індоіранськими міграціями в ці регіони, тут спостерігається навпаки вплив БМАК. Для вирішення цієї суперечності пропонується модель Kulturkugel (нім. «Культурна куля»). Передбачається проникнення протоіндоіранскіх племен з півночі з ареалу Андронівської культури на територію БМАК, де підкорене ними доіндоіранское населення було асимільовано і надалі початок експансію на південно-схід до Індії і південний захід - в Мітанні (індоарії та мітаннійскіх арії). Друга хвиля експансії пов'язана з поширенням іранців в Західний Іран, Північне Причорномор'я та ін.
Збережені в південноазійському регіоні іранські мови демонструють відсутність специфічного субстрату, на відміну від іранських мов Західного Ірану і індоарійських мов Індії. Виокремлений у всіх індоіранських мовах загальний субстрат імовірно співвідноситься саме з доарійською культурою БМАК. Крім того, спостерігається перенесення деяких географічних назв з південноазійського регіону в Індію (пор. Авести. Harōiuua-, др.перс. Haraiva- «Арея» ~ др.інд. Saráyu-; Авести. Haraxᵛaitī-, др.перс. Harauvati- « Арахозіі »~ др.інд. Sárasvatī-.

## Мова
Мови найстаршою з самхіт Ріґведа і найдавнішої частини Авести Гат - найдавніші із зафіксованих представників відповідно індоарійської та іранської гілок (2-га пол. II тис. до н. е.) - демонструють значну близькість не тільки на рівні фонології, морфології і лексики, але і на рівні стійкої поетичної фразеології. Порівняння наприклад, ведійське. uttānáhastanámasā (РВ 6.16.46) і авести. nəmaŋhāustānazasta- (Y. 28.1) «з руками, простягнутими в поклонінні» або hrdā' mánasā (РВ1.61.2) і авести. zərədāčā manaŋhāčā (Y. 31.12) «серцем і розумом». Дана близькість вказує на існування єдиного арійської прамови і загальних для предків аріїв поетичних традицій. При цьому час поділу індійської та іранської гілки можна визначити як початок II тис. до н. е. (2000-1800 рр. до н. е.).
Не маючі пам'ятників найдавнішої епохи дардаські мови традиційно розглядалися як особлива гілка індоарійських, проте сучасні дослідження показують, що виділення предка дардських відбувалося в епоху, що співвідноситься з поділом праіндоарійської та праіранського, дардські за деякими параметрами займають проміжне положення між індоарийськими й іранськими. Тому дардські мови швидше слід розглядати як окрему гілку індоіранських.
З точки зору відносної хронології виділення предка нурістанських мов слід віднести до більшої давнини, ніж розпад власне індоіранських мов (індоарійського, дардського та іранського). Таким чином виділення архаїчних нурістанських мов може вважатися найбільш ранньою філіацією праарійської мови.

## Культура і релігія
Матеріальна і духовна культура давніх аріїв (індоіранців) відновлюється на підставі свідчень найдавніших літературних пам'яток індоаріїв (Веди) і іранців (Авеста), а також історичних свідчень про стародавні індоіранські народи, археологічних даних, даних пізніх епічних оповідей (Махабхарата, Рамаяна, Шах-наме) і етнографічних дослідженнях сучасних архаїчних індоіранських народів.

### Духовна культура
Праіндоіранская релігія реконструюється на основі збережених даних ведійської релігії (індоарії) і зороастризму (іранські народи), основними джерелами для її реконструкції є Рігведа та Авеста. Відповідність індійських Адітьїв (веди) семи іранським верховним духам Амешаспентам (Амшаспандам), наприклад голови Адітьїв, Варуна іранського Ахура Мазда; супутника Варуни - Мітри (д.-інд. Mitra-, авест. Miθra-) - іранському сонячному богу Міфріл; абстрактні імена амешаспентов, що уособлюють морально-релігійні поняття, представляють до деякої міри паралель абстрактним іменам індійських Адітьїв (Мітра - дружній, друг, Арьяман з Адітьїв - кращий друг) - всі ці ознаки вказують на загальний древній пласт індоарійських вірувань. В осетинському епосі «Нартов» також збереглися сюжети і образи, які мають прямі відповідності в стародавній літературі Індії та Ірану. Шведський вчений С.Вікандер довів, що загальні риси індійського епосу Махабхарата і перського Шах-наме сходяться до єдиної індоіранської епічної спадщини. В кінці XIX століття існувала непідтверджена гіпотеза, що індоіранське уявлення про сім верховних богів склалися під впливом вавилоно-ассирійського культу семи верховних божеств: сонця, місяця і п'яти планет.
Ведійська назва богів дева (д.-інд. deva-) і іранська назва надприродних істот деви авест. daēuua-) походить від індоєвропейського кореня * di̯u- «блищати», «сяяти».  Іншим божественним епітетом було асура *asura-д.-інд. asura- в ведизму і ахура авест. ahura- «пан», «владика» в іранській релігії. У ведийских гімнах до багатьох богів застосовується як епітет «дева» так і «асура». В історичних індоіранських релігійних системах спостерігається розмежування різних богів за цими двома групами, при цьому одна з цих груп (асури в індійській і деви, відповідно, в іранській гілках індоіранської міфології) поступово демонізуватиметься.
У ведичній релігії відомий близнюковий міф про прабатьків людей Вівасванте (брата Варуни та бога сонця, який жив деякий час на землі як простий смертний) і його дітей - близнят Яма та Іма (або Ями) (д.-інд. Yama-, авест. Yima-). Цей варіант, який має і іранську паралель, вважають одним з найдавніших у Ведах, він і зображає, мабуть, індоіранський варіант близнюкового міфу. Яма був першим померлим на землі, відповідно він першим відкрив двері загробного світу і став богом смерті та тіней покійних. 
У древніх індоіранських уявленнях багато в чому перегукується осетинська релігійна та епічна традиція про шляхи душі в загробний світ, на якому вона долає багато перешкод і про царство мертвих. Подібні міфи, мабуть знайшли відбиття в зображеннях сутички людей з грифами на скіфських саркофагах.
В релігії індоіранців періоду індоіранської єдності і в найближчу за ним епоху очевидно були елементи шаманізму, причому ряд особливостей шаманських вірувань збігається з такими у народів Сибіру. Переказом епохи індоіранськой спільності є міф про птаха Гаруда (Саена, Сімург).
Збереженими до нашого часу релігіями, що виникли в тому числі на індоіранському ґрунті, є індуїзм, джайнізм, буддизм, гіндукушська релігія та зороастризм.